# 豚小屋 (1968年の映画)
豚小屋（ぶたごや 原題:Porcile）は、1968年製作のイタリア映画。日本公開は1970年10月24日。

## 概説
ピエル・パオロ・パゾリーニがフランスの俳優のピエール・クレマンティと当時フランスの大人気俳優だったジャン＝ピエール・レオーを迎えW主演させたオムニバス映画である。中世編と現代編とあり、中世編はクレマンティ、現代編はレオーとそれぞれが主役を演じる。カニバリズムを題材にしながらもひたすら淡々と描いている。

## スタッフ
- 監督・脚本：ピエル・パオロ・パゾリーニ
- 撮影：トニーノ・デリ・コリ 、 アルマンド・ナンヌッツィ
- 音楽：ベネデット・ギリア

## キャスト
- ピエール・クレマンティ
- ジャン＝ピエール・レオー
- アルベルト・リオネロ
- アンヌ・ヴィアゼムスキー
- ウーゴ・トニャッティ
- マルコ・フェレーリ